# Oren Hazan
Pour les articles homonymes, voir Hazan.
Oren Hazan (en hébreu : אורן חזן), né le 28 octobre 1981 à Ariel (colonie israélienne dans les territoires palestiniens occupés) est un homme politique israélien. Membre des partis Likoud puis Tsomet, il est député à la Knesset entre 2015 et 2019.

## Biographie
Il est le fils de Yehiel Hazan, homme politique également membre du Likoud et député à la Knesset entre 2003 et 2006. Oren Hazan sert dans la Force aérienne israélienne lors de son service militaire. Il étudie le droit au Ono Academic College (en), où il est président d'un syndicat étudiant. Il gère ensuite un casino en Bulgarie (la presse révèle qu'à cette époque, il était consommateur de drogues dures).
Lors des élections législatives de 2015, il est placé à la 30e position sur la liste du Likoud, un endroit généralement réservé pour les jeunes candidats. Il est élu député. Il est initialement membre des commissions des affaires étrangères et de la défense mais en est expulsé par le Likoud, après une série de controverses ; en effet, à cause de son absence lors d'une séance, un projet de loi présenté par son parti avait été rejeté. En 2015, il est également suspendu du poste de vice-président de la Knesset pour des accusations de proxénétisme et les affaires de drogue concernant son passé en Bulgarie. Pendant un mois, il est aussi suspendu d'activité parlementaire pour avoir eu un comportement jugé insultant envers une députée handicapée.
Hazan soutient le candidat républicain Donald Trump pour l'élection présidentielle américaine de 2016. Le 3 mai 2017, il apporte son soutien à Marine Le Pen, candidate FN à l'élection présidentielle française ; cet engagement est condamné par la branche francophone du Likoud et suscite la polémique, dans la mesure où la politique officielle israélienne est de n'avoir aucun contact avec le FN.
Le 22 mai 2017, lors de la visite en Israël du président des États-Unis, Donald Trump, il crée la polémique en ne respectant pas le protocole, se faufilant avec les ministres, et demandant un selfie au chef de l'État américain.
En août 2017, pendant des tensions entre la Jordanie et Israël, Oren Hazan accepte la proposition du député jordanien Yahya al-Saoud de se battre à mains nues à la frontière israélo-jordanienne. Le Premier ministre Benyamin Nethanyahou lui interdit de franchir la frontière et Oren Hazan obtempère.
En janvier 2020 il participe à la 10e saison d'HaAh HaGadol, la version normal de HaAh HaGadol VIP. Il entre dans la maison le 4e jour. Il décide de quitter volontairement le jeu le 11e jour. 
En juillet 2021 il participe à la 4e édition d'HaAh HaGadol VIP. Il entre en compétition lors du 5e jour. 
Il vit dans la colonie israélienne d'Ariel.

## Source de la traduction
- (en) Cet article est partiellement ou en totalité issu de l’article de Wikipédia en anglais intitulé « Oren Hazan » (voir la liste des auteurs).